# Florian Znaniecki

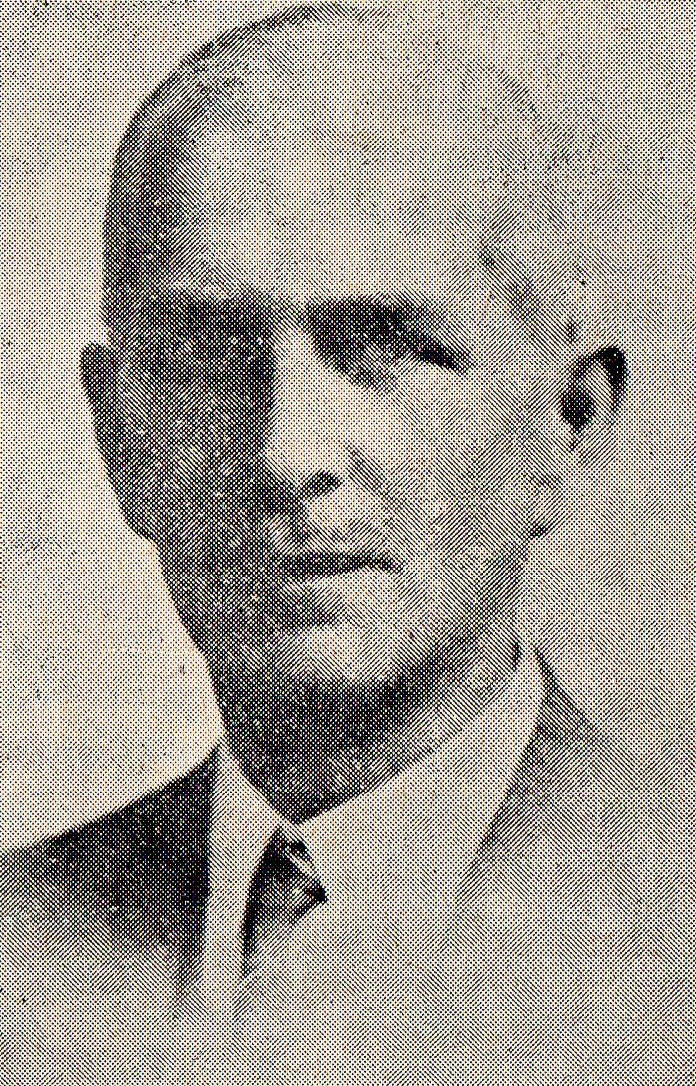

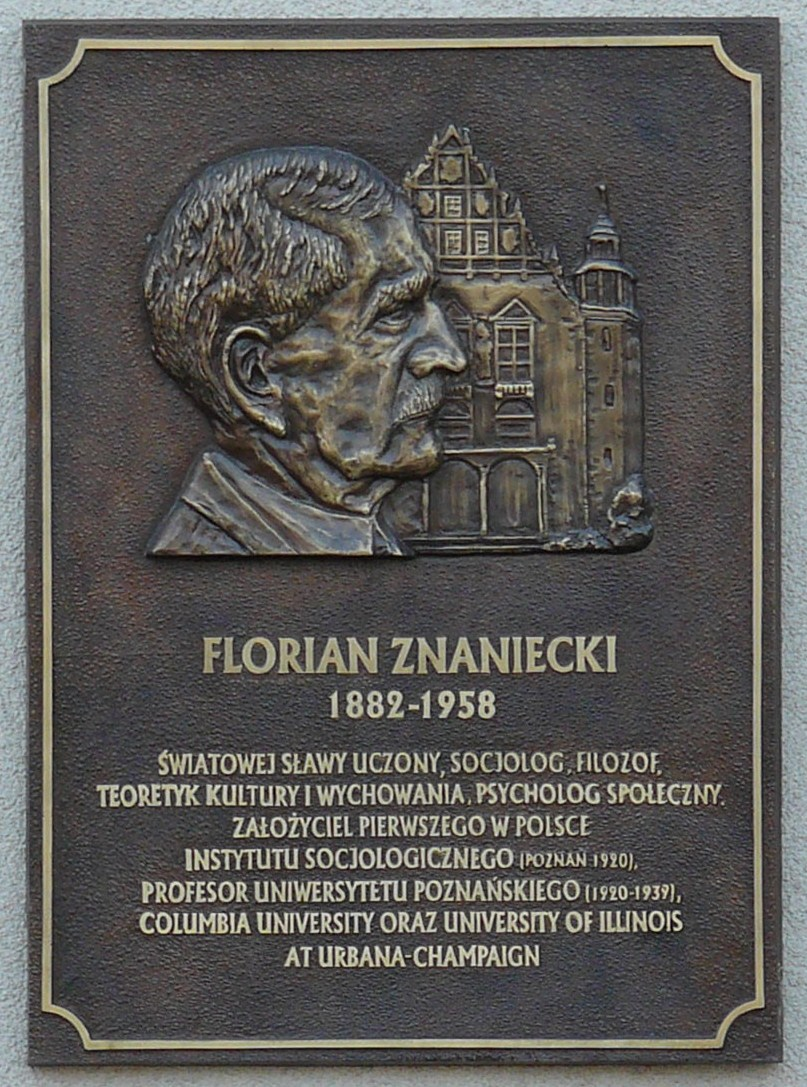
Plaquette bij de Adam Mickiewicz-Universiteit in Poznań

Florian Witold Znaniecki (Swiatniki, 15 januari 1882 – Champaign (Illinois), 23 maart 1958) was een Pools-Amerikaanse socioloog en filosoof.
Znaniecki was tussen 1913 en 1939 afwisselend hoogleraar in Polen en de Verenigde Staten. In 1939 vestigde hij zich permanent in Amerika. Hij behandelde vele terreinen van de sociologie. Hij is vooral bekend geworden door het onderzoek dat hij samen met William Isaac Thomas verrichtte naar de aanpassing van Poolse emigranten in de Verenigde Staten. Daarnaast schreef hij over de cultuursociologie, de methodologie van de sociologie, de kennissociologie en de sociologie van de opvoeding.

## Publicaties
- Florian Znaniecki en W.I. Thomas. The Polish peasant in Europe and America [5 delen]. 1918-1920.
- Cultural reality. 1919.
- The method of sociology. 1934.
- Social actions. 1936.
- The social role of the man of knowledge. 1940.
- Cultural sciences. 1952.
- Social relations and social roles. 1965.
- On humanistic sociology [bloemlezing]. 1969.